# İpek Şenoğlu
İpek Şenoğlu (Eskişehir, 8 giugno 1979) è un'ex tennista turca.

## Carriera
Specialista nel doppio ha raggiunto in questa disciplina gli ottavi di finale in due Slam diversi, la prima agli US Open 2004 in coppia con Laura Granville e una seconda volta a Wimbledon 2009 insieme a Kaia Kanepi. Durante l'Estoril Open 2008 in team con Mervana Jugić-Salkić ha raggiunto la sua unica finale nel circuito WTA ma sono state sconfitte dalle teste di serie numero uno Marija Kirilenko e Flavia Pennetta.
Ha fatto parte della squadra turca di Fed Cup dal 1996 al 2011 ottenendo ventidue vittorie e diciotto sconfitte.

## Statistiche

### Doppio

#### Finali perse (1)
| Numero | Anno | Torneo               | Superficie  | Compagna             | Avversarie in finale            | Punteggio |
| 1.     | 2008 | Estoril Open, Oeiras | Terra rossa | Mervana Jugić-Salkić | Maria Kirilenko Flavia Pennetta | 4–6, 4–6  |